# Europaparlamentsvalet i Irland 2009
Europaparlamentsvalet i Irland 2009 ägde rum fredagen den 5 juni 2009. Drygt 3,2 miljoner personer var röstberättigade i valet om de tolv mandat som Irland hade tilldelats innan valet. Irland var uppdelat i fyra valkrestar. I valet tillämpade landet ett valsystem med enkel överförbar röst utan någon spärr för småpartier. Systemet med enkel överförbar röst innebar att varje väljare kunde rangordna kandidaterna i preferensordning. Röster som hade avlagts på en kandidat som inte valdes, överfördes till väljarnas andrahandsval. Om inte heller den kandidaten valdes, överfördes rösterna till tredjehandsvalet, och så vidare.
Fine Gael var valets främsta vinnare. Partiet erhöll nästan 30 procent av rösterna och blev största parti. Trots detta miste partiet ett mandat. Fianna Fáil förlorade samtidigt positionen som största parti och backade med över fem procentenhter, vilket innebar tre mandat istället för fyra som i valet 2004. På tredje plats kom Arbetarpartiet med knappt 14 procent, en stadig ökning från de dryga tio procent som partiet erhöll i förra valet.
Valets skräll stod Socialistpartiet för. Partiets kandidat i Dublin, Joe Higgins, lyckades vinna valkretsens tredje mandat över Sinn Féin. Därmed misslyckades Sinn Féin med att erhålla något mandat, trots att partiet erhöll över elva procent av rösterna. Den oberoende kandidaten Marian Harkin lyckades på nytt väljas in i Europaparlamentet. Libertas, som hade kampanjat mot Lissabonfördraget i folkomröstningen i Irland under 2008, misslyckades med att vinna något mandat.
Valdeltagandet hamnade på 57,57 procent, en minskning med ungefär en och en halv procentenhet jämfört med valet 2004.

## Valresultat
|                                                                                               |         |  |           |        |
|                                                                                               | Andel   |  | Antal     | Mandat |
| Fine Gael                                                                                     | 29,13 % |  | 532 889   | 4      |
| Fine Gael                                                                                     | +1,37 % |  | +38 477   | –1     |
| Fianna Fáil                                                                                   | 24,08 % |  | 440 562   | 3      |
| Fianna Fáil                                                                                   | –5,37 % |  | –83 942   | –1     |
| Arbetarpartiet                                                                                | 13,92 % |  | 254 669   | 3      |
| Arbetarpartiet                                                                                | +3,36 % |  | +66 537   | +2     |
| Sinn Féin                                                                                     | 11,24 % |  | 205 613   | 0      |
| Sinn Féin                                                                                     | +0,14 % |  | +7 898    | –1     |
| Marian Harkin                                                                                 | 4,64 %  |  | 84 813    | 1      |
| Marian Harkin                                                                                 | +0,90 % |  | +18 149   | ±0     |
| Socialistpartiet                                                                              | 2,76 %  |  | 50 510    | 1      |
| Socialistpartiet                                                                              | +1,46 % |  | +27 292   | +1     |
| Övriga partier och kandidater                                                                 | 14,22 % |  | 260 257   | 0      |
| Övriga partier och kandidater                                                                 | –1,85 % |  | –31 866   | –1     |
| Ogiltiga och blanka röster                                                                    | 2,48 %  |  | 46 607    | 0      |
| Ogiltiga och blanka röster                                                                    | –0,81 % |  | –13 960   | ±0     |
| Valdeltagande                                                                                 | 57,57 % |  | 1 875 920 | 12     |
| Valdeltagande                                                                                 | –1,46 % |  | +34 585   | –1     |
| Antal röstberättigade 3 258 320 04 EPP 03 S&D 04 ALDE 00 G/EFA 00 ECR 01 GUE/NGL 00 EFD 00 NI |         |  |           |        |